# Cincinnati Masters 2009
Cincinnati Masters 2009 или в честь спонсора — Western & Southern Financial Group Masters and Women’s Open 2009 — 108-й розыгрыш ежегодного профессионального теннисного турнира среди мужчин и женщин, проводящегося в американском городе Мейсон и являющегося частью тура ATP в рамках серии Мастерс и тура WTA в рамках серии Премьер 5.
В 2009 году турнир прошёл с 8 по 23 августа: первая неделя была отдана женскому призу, а вторая — мужскому. Соревнование продолжало североамериканскую серию хардовых турниров, подготовительную к сентябрьскому Открытому чемпионату США. Одиночные соревнования также входили в зачёт бонусной US Open Series.
Прошлогодние победители:
- в мужском одиночном разряде —  Энди Маррей
- в женском одиночном разряде —  Надежда Петрова
- в мужском парном разряде —  Боб Брайан и  Майк Брайан
- в женском парном разряде —  Мария Кириленко и  Надежда Петрова

## US Open Series
К пятой соревновательной неделе борьба за бонусные призовые выглядела следующим образом:
| Поз. | Игрок                  | Турниров 1 | Побед | Очков |
| ---- | ---------------------- | ---------- | ----- | ----- |
| 1    | Хуан Мартин дель Потро | 2          | 1     | 140   |
| 2    | Сэм Куэрри             | 2          | 1     | 115   |
| 3    | Энди Маррей            | 1          | 1     | 100   |
| 4    | Энди Роддик            | 2          | -     | 90    |
| 5    | Робби Джинепри         | 1          | 1     | 70    |
| 6    | Джон Изнер             | 3          | -     | 65    |
| 7-8  | Карстен Болл           | 1          | -     | 45    |
| 7-8  | Жо-Вильфрид Тсонга     | 1          | -     | 45    |
| 9-10 | Фернандо Гонсалес      | 2          | -     | 40    |
| 9-10 | Томми Хаас             | 2          | -     | 40    |

* — Золотым цветом выделены участники турнира.
1 — Количество турниров серии, в которых данный участник достиг четвертьфинала и выше (ATP Masters 1000) или 1/8 финала и выше (ATP 250 и ATP 500)
К третьей соревновательной неделе борьба за бонусные призовые выглядела следующим образом:
| Поз. | Игрок             | Турниров 1 | Побед | Очков |
| ---- | ----------------- | ---------- | ----- | ----- |
| 1    | Флавия Пеннетта   | 2          | 1     | 85    |
| 2-3  | Саманта Стосур    | 2          | -     | 70    |
| 2-3  | Марион Бартоли    | 1          | 1     | 70    |
| 4    | Винус Уильямс     | 2          | -     | 60    |
| 5-7  | Сорана Кырстя     | 2          | -     | 40    |
| 5-7  | Елена Дементьева  | 2          | -     | 40    |
| 5-7  | Мария Шарапова    | 1          | -     | 40    |
| 8-10 | Даниэла Гантухова | 2          | -     | 30    |
| 8-10 | Елена Янкович     | 2          | -     | 30    |
| 8-10 | Вера Звонарёва    | 2          | -     | 30    |

* — Золотым цветом выделены участники турнира.
1 — Количество турниров серии, в которых данный участник достиг четвертьфинала и выше (Premier) или 1/8 финала и выше (Premier 5 и Premier Mandatory)

## Соревнования

### Мужчины. Одиночный турнир
Роджер Федерер обыграл  Новака Джоковича со счётом 6-1, 7-5.
- Федерер выигрывает свой 4-й титул в сезоне и 61-й за карьеру в основном туре ассоциации.
- Джокович уступил свой 5-й финал в сезоне и 11-й за карьеру в основном туре ассоциации.

### Женщины. Одиночный турнир
Елена Янкович обыграла  Динару Сафину со счётом 6-4, 6-2.
- Янкович выигрывает свой 2-й титул в сезоне и 11-й за карьеру в туре ассоциации.
- Сафина уступила свой 5-й финал в сезоне и 12-й за карьеру в туре ассоциации.

### Мужчины. Парный турнир
Даниэль Нестор /  Ненад Зимонич обыграли  Боба Брайана /  Майка Брайана со счётом 3-6, 7-6(2), [15-13].
- Нестор выигрывает свой 7-й титул в сезоне и 62-й за карьеру в основном туре ассоциации.
- Зимонич выигрывает свой 7-й титул в сезоне и 30-й за карьеру в основном туре ассоциации.

### Женщины. Парный турнир
Кара Блэк /  Лизель Хубер обыграли  Нурию Льягостеру Вивес /  Марию Хосе Мартинес Санчес со счётом 6-3, 0-6, [10-2].
- Блэк выигрывает свой 5-й титул в сезоне и 51-й за карьеру в туре ассоциации.
- Хубер выигрывает свой 5-й титул в сезоне и 39-й за карьеру в туре ассоциации.